# Тројан (Валча)
Тројан (рум. Troian) насеље је у Румунији у округу Валча у општини Рамнику Валча. Oпштина се налази на надморској висини од 243 m.

## Становништво
Према подацима из 2002. године у насељу је живело 183 становника, од којих су сви румунске националности.